# Юрісанді Ернандес
Юрісанді Ернандес Ріос (ісп. Yurisandy Hernández Ríos; нар. 15 лютого 1990, Пінар-дель-Ріо, провінція Пінар-дель-Ріо) — кубинський борець греко-римського стилю, Панамериканських чемпіон, учасник Олімпійських ігор.

## Життєпис
Боротьбою почав займатися з 2000 року.
Виступав за борцівський клуб «Серро Пелада» Гавана. Тренер — Рауль Трухільйо (з 2015).

## Спортивні результати на міжнародних змаганнях

### Виступи на Олімпіадах
| Змагання                    | Збірна | Вагова категорія                 | Місце |
| --------------------------- | ------ | -------------------------------- | ----- |
| Літні Олімпійські ігри 2016 | Куба   | греко-римська боротьба, до 75 кг | 17    |

### Виступи на Чемпіонатах світу
| Змагання                        | Збірна | Вагова категорія                 | Місце |
| ------------------------------- | ------ | -------------------------------- | ----- |
| Чемпіонат світу з боротьби 2017 | Куба   | греко-римська боротьба, до 75 кг | 32    |

### Виступи на Панамериканських чемпіонатах
| Змагання                                   | Збірна | Вагова категорія                 | Місце  |
| ------------------------------------------ | ------ | -------------------------------- | ------ |
| Панамериканський чемпіонат з боротьби 2016 | Куба   | греко-римська боротьба, до 75 кг | 5      |
| Панамериканський чемпіонат з боротьби 2017 | Куба   | греко-римська боротьба, до 75 кг | Золото |

### Виступи на інших змаганнях
| Змагання                                                     | Збірна | Вагова категорія                 | Місце  |
| ------------------------------------------------------------ | ------ | -------------------------------- | ------ |
| Cerro Pelado International 2013                              | Куба   | греко-римська боротьба, до 74 кг | Срібло |
| Кубок Гранми з боротьби 2014                                 | Куба   | греко-римська боротьба, до 75 кг | 5      |
| Кубок Гранми з боротьби 2015                                 | Куба   | греко-римська боротьба, до 75 кг | Срібло |
| Beat the Streets 2015                                        | Куба   | греко-римська боротьба, до 75 кг | Срібло |
| Олімпійський кваліфікаційний турнір з боротьби 2016 (Фріско) | Куба   | греко-римська боротьба, до 75 кг | Золото |
| Кубок Гранми з боротьби 2016                                 | Куба   | греко-римська боротьба, до 80 кг | Золото |
| Кубок Владислава Пітласинські 2016                           | Куба   | греко-римська боротьба, до 75 кг | 8      |
| Гран-прі Іспанії з боротьби 2016                             | Куба   | греко-римська боротьба, до 75 кг | Срібло |
| Cerro Pelado International 2018                              | Куба   | греко-римська боротьба, до 77 кг | 6      |
| Кубок Гранми і Серро-Пеладо з боротьби 2020                  | Куба   | греко-римська боротьба, до 87 кг | 6      |